# 官営模範工場

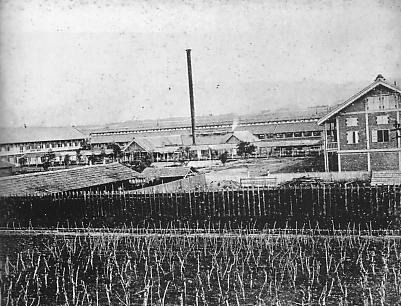
富岡製糸場（明治時代の写真）

官営模範工場（かんえいもはんこうじょう）は、明治政府が殖産興業の政策のため、率先して新しい産業を興すべく創設した工場である。八幡製鉄所、造幣局、富岡製糸場は日本三大官営工場とも称される。
明治維新後、新政府は江戸幕府や諸藩が経営した造船所や鉱山などの事業を引き継ぐとともに、工部省が中心となって官営模範工場を新たに開設し、日本の近代化、資本主義化を図った。閣議は事業放棄に難色を示したが、参議・工部卿の佐々木高行は、構わず工部省の改革に邁進、組織改変と工場・鉱山払下げに熱心に取り組んだ。
西南戦争後の財政難のため、1880年（明治13年）に「官営工場払下概則」が施行された後に軍事・造幣・通信などを除いた官営工場の多くが整理され、民間に払い下げられた。歳出削減をはかる過程で、政府は、政府と密接な関係を持つ政商に安い価格で払い下げられた。このことは、財閥の形成を促すとともに、日本の産業の中核を担う分野の育成に大きな役割を果たした。一方で、政界と財界の癒着もしばしば問題視されていた。

## 払い下げの事例
| 開設年   | 工場名                   | 払下年 | 払下先              | 払下価格   |
| -------- | ------------------------ | ------ | ------------------- | ---------- |
|          | 高島炭鉱                 | 1874年 | 後藤象二郎          | 55万円     |
| 1882年   | 広島紡績所               | 1882年 | 広島綿糸紡績        | 1万2570円  |
|          | 油戸炭鉱                 | 1896年 |                     | 27943円    |
|          | 中小坂鉄山               | 1874年 | 坂本弥八            | 28575円    |
|          | 摂綿篤製造所             | 1874年 | 浅野総一郎          | 61741円    |
|          | 深川白煉化石             | 1874年 | 西村勝三            | 12121円    |
|          | 小坂銀山                 | 1874年 | 久原庄三郎          | 273659円   |
|          | 梨本村不熔白煉化石製造所 | 1874年 | 稲葉来蔵            | 101円      |
| 1873年頃 | 深川セメント製造所       | 1884年 | 浅野総一郎 西村勝二 | 6万1742円  |
|          | 院内銀山                 | 1884年 | 古河市兵衛          | 10万8977円 |
|          | 阿仁銅山                 | 1885年 | 古河市兵衛          | 33万7766円 |
|          | 品川硝子                 | 1885年 | 西村勝三他          | 79950円    |
|          | 大葛鉱山                 | 1885年 | 阿部潜              | 117142円   |
|          | 開拓使麦酒醸造所         | 1886年 | 大倉喜八郎          | 2万7672円  |
| 1881年   | 愛知紡績所               | 1886年 | 篠田直方            |            |
| 1877年   | 新町紡績所               | 1887年 | 三井財閥            | 14万1000円 |
|          | 長崎造船所               | 1887年 | 三菱財閥            | 45万9000円 |
|          | 兵庫造船所               | 1887年 | 川崎正蔵            | 18万8029円 |
| 1880年   | 釜石鉱山                 | 1887年 | 田中長兵衛          | 12600円    |
| 1879年   | 千住製絨所               | 1887年 | 陸軍省              | －         |
|          | 三池炭鉱                 | 1888年 | 佐々木八郎          | 459万439円 |
|          | 三田農具製作所           | 1888年 | 子安峻他            | 33795円    |
|          | 播州葡萄園               | 1888年 | 前田正名            | 5377円     |
|          | 幌内炭鉱・鉄道           | 1889年 | 北海道炭礦鉄道      | 352318円   |
|          | 紋鼈製糖所               | 1890年 | 伊達邦成            | 994円      |
| 1872年   | 富岡製糸場               | 1893年 | 三井財閥            | 12万1460円 |
|          | 佐渡銀山・生野銀山       | 1896年 | 三菱財閥            | 256万926円 |